# Partit Patriòtic Belarús
El Partit Patriòtic Belarús (belarús: Беларуская патрыятычная партыя) és un partit polític de Belarús. Aquest partit és lleial al govern d'Aleksandr Lukaixenko.
El partit es va establir en l'any 1994, i inicialment va ser anomenat Moviment Patriòtic Belarús.
El partit va aconseguir un escó en la segona ronda de les votacions en les Eleccions presidencials belarusses de 1995.
En l'any 1996, el partit va canviar el seu nom i començar a anomenar-se Partit Patriòtic Belarús. El partit va nominar a Nikolai Ulakhovitx com el seu candidat a les eleccions presidencials de 2015. Ulakhovitx va aconseguir la quarta posició entre quatre candidats amb l'1,7% dels vots.

## Resultats electorals
| Any  | Líder               |                  |                  |                  |                   | Pos.             | Govern            |
| Any  | Líder               | Vots             | %                | Escons           | +/–               | Pos.             | Govern            |
| ---- | ------------------- | ---------------- | ---------------- | ---------------- | ----------------- | ---------------- | ----------------- |
| 1995 | Anatoly Barankevich |                  |                  | 1 / 260          | Nou               | 14è              | Suport extern     |
| 2000 | Anatoly Barankevich | 0 / 110          | 1                | 10è              | Extraparlamentari |                  |                   |
| 2004 | Nikolai Ulakhovich  | No va participar | No va participar | No va participar | No va participar  | No va participar | Extraparlamentari |
| 2008 | Nikolai Ulakhovich  | No va participar | No va participar | No va participar | No va participar  | No va participar | Extraparlamentari |
| 2012 | Nikolai Ulakhovich  | No va participar | No va participar | No va participar | No va participar  | No va participar | Extraparlamentari |
| 2016 | Nikolai Ulakhovich  | 111,045          | 2.16%            | 3 / 110          | 3                 | 5è               | Suport extern     |
| 2019 | Nikolai Ulakhovich  | 75,283           | 1.43%            | 2 / 110          | 1                 | 7è               | Suport extern     |